# Gianduia

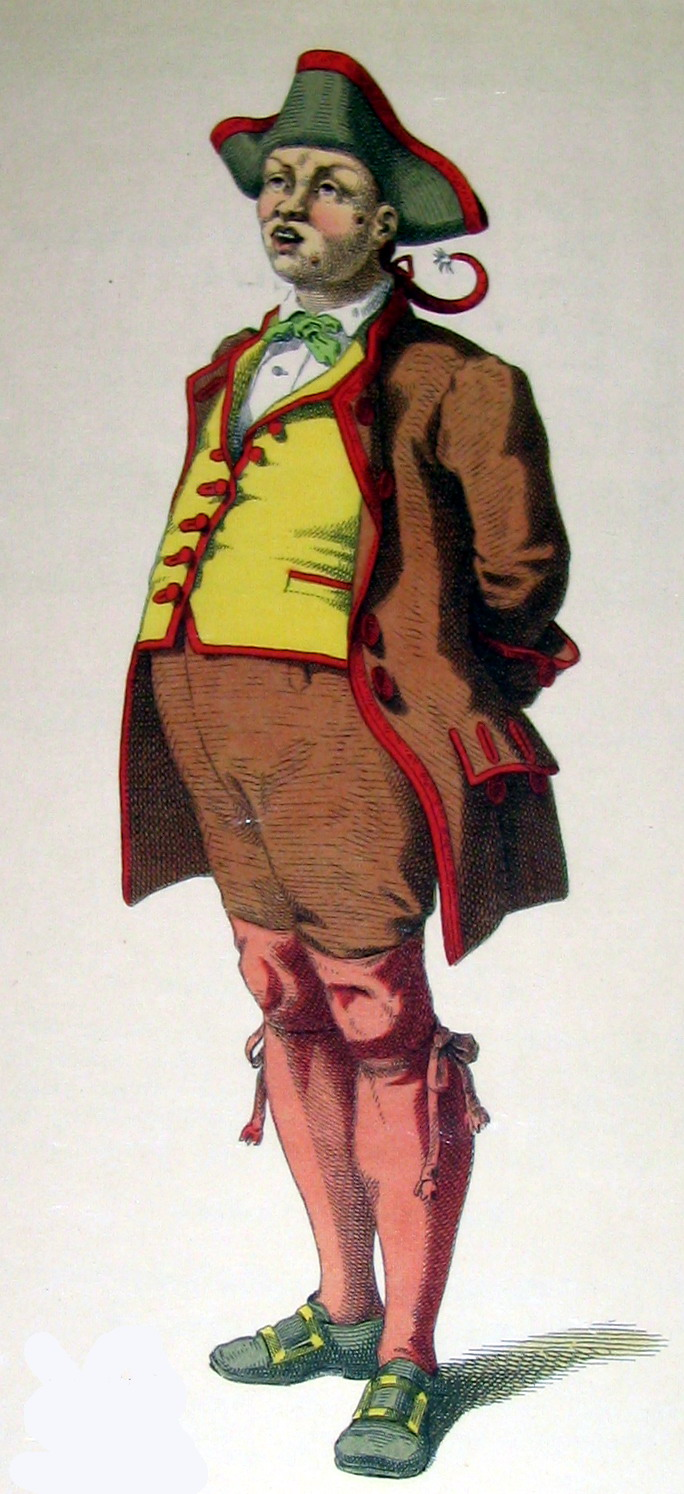
Gianduja, la maschera che dà il nome al cioccolato

Il gianduia, o gianduja (giandoja [dʒaŋˈdʊja] in piemontese), è un impasto di cioccolato a base di cacao e nocciole, tradizionale di Torino.
Il gianduia è prodotto sia in versione normale che al latte. Può contenere anche altra frutta a guscio, come la mandorla. Di consistenza solida, il gianduia assomiglia al cioccolato normale, tranne per il fatto che è notevolmente più morbido a causa della presenza dell'olio di nocciola.

## Storia
La creazione del gianduia si attribuisce ai pasticcieri torinesi nel 1806, che sostituirono con la più economica nocciola tonda gentile delle Langhe una parte dell'ormai costosissimo cacao: infatti il blocco economico ordinato da Napoleone per i prodotti dell'industria britannica e delle sue colonie (Blocco continentale), rimasto in vigore fino al 1813, aveva reso difficile il reperimento del cacao.
Nel 1852 il cioccolataio Michele Prochet, in società con Caffarel, migliorò l'impasto tostando le nocciole e macinandole finemente. Secondo quanto tramandato, da un "colpo di cucchiaio" dato sapientemente a questo impasto soffice nasce il gianduiotto (giandojòt) con la sua tipica forma, che verrà presentato come primo cioccolatino incartato in occasione del Carnevale del 1865, distribuito dalla maschera popolare di Torino, Gianduja (da cui il nome dell'impasto).
Oltre che per la preparazione dei gianduiotti, il cioccolato gianduia si gusta anche in tavolette, in tazza, in crema spalmabile (la Nutella ne è una celebre variante), come ripieno di altre preparazioni dolciarie. Negli anni, tutti i grandi cioccolataî torinesi – De Coster, Domori, Baratti & Milano, Caffarel, Gobino, Novi, Pernigotti, Peyrano, Guido Castagna, G. Pfatisch, Streglio, Stratta, Venchi, Feletti,– hanno dosato i semplici ingredienti in loro personalissime formule.